# 41 Sekunden
41 Sekunden ist ein deutscher Kurzfilm aus dem Jahr 2006.

## Handlung
Der Film erzählt von einem jungen Mann, der mit seinem besten Freund telefoniert. Er sagt, dass seine Freundin meint, der beste Freund könne besser küssen als er. Es kommt zum Streit. Dann küssen sich die beiden Männer und finden Gefallen daran.

## Hintergründe
Der Kurzfilm lief erfolgreich auf dem Verzaubert Filmfest 2006 in Berlin, München, Frankfurt am Main und Köln. In Österreich war er 2007 am Filmfestival Vienna Independent Shorts zu sehen. Inzwischen ist der Film Vertreter Deutschlands auf internationalen Filmfestivals in Seattle, Toronto, San Francisco, Philadelphia, Neuseeland, Bradford, New York City, Zürich und Miami.
Die Hauptdarsteller Alexander Kaffl und Amir Arul sind vor allem aus der ProSieben-Serie Die Abschlussklasse bekannt.